# Музей Абтайберг
Музей Абтайберг (ранее Городской музей Мёнхенгладбаха; нем. Museum Abteiberg, SMA) — муниципальный художественный музей в городе Мёнхенгладбах (земля Северный Рейн-Вестфалия), расположенный недалеко от местного собора и появившийся около 1904 года; располагается в здании, построенном в 1982 году по проекту венского архитектора Ханса Холляйна; музей специализируется на изобразительном искусстве XX и XXI веков — регулярно проводит временные выставки произведений современного искусства.

## История и описание

### Коллекция

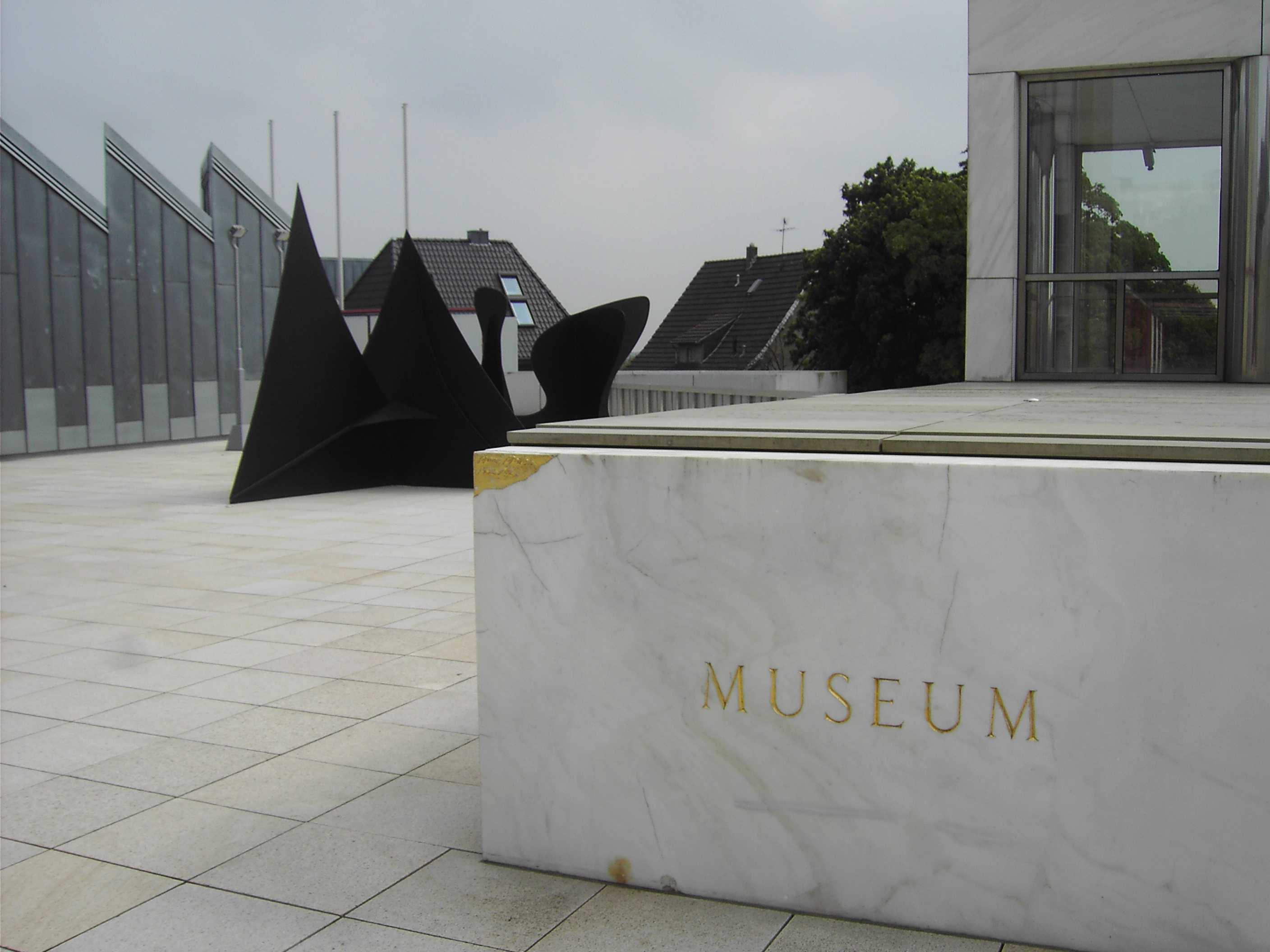
Вход в Музей Абтайберг и скульптура Александра Колдера. 2010

В 1887 году городские власти Мёнхенгладбаха начали собирать экспонаты для городской исторической коллекции; в 1901 году началась каталогизация имевшихся предметов и систематическая покупка новых — первые выставки которых прошли в городской ратуше. Объединение «Museumsverein», основанное в 1902 году, выступило за дальнейшее расширение музейной деятельности в городе. По состоянию на 1903 год коллекция уже охватывали три области: декоративно-прикладное искусство, историю города и естественные науки. Благодаря обширным приобретениям, коллекция была значительно расширена в последующие годы: так в 1906 году текстильная коллекция, принадлежавшая «Hr. Voos»'у и составлявшая около 4000 образцов, была приобретена городом — а в 1907 году к ней добавилась коллекция Крамера, «Sammlung Kramer», включавшая средневековые деревянные скульптуры, доспехи, очки, оружие и кувшины.
В 1922 году произошло ключевое событие для будущего музея: историк искусства Вальтер Кесбах (Walter Kaesbach, 1879—1961) подарил родному городу свои многочисленные произведения искусства, преимущественно экспрессионизма — при условии «соответствующей презентации». Данная коллекция состояла из 97 картин, акварелей и рисунков — и включала работы Лионеля Фейнингера, Эриха Хеккеля, Генриха Науена, Эмиля Нольде и Кристиана Рольфса. В том же году был основан художественный союз «Kunstverein des Dr.-Walter Kaesbach-Stiftung», а само собрание, за неимением лучшего, временно экспонировалась в художественном музее Крефельда. Лишь в 1928 году коллекцию стало возможно выставить в Мёнхенгладбахе — в недавно открытом музее «Karl-Brandts-Haus» (в 1944 году здание стало жертвой бомбардировок Мёнхенгладбаха).
За это время собрание было расширено и теперь включало в себя работы Генриха Кампендонка, Эрнста Людвига Кирхнера, Вильгельма Лембрука, Августа Макке, Вильгельма Моргнера, Отто Мюллера, Макса Пехштейна и Карла Шмидт-Ротлуфа. В одном здании с художественным собрание в те годы размещалась коллекция по естествознания и коллекция по доисторическому периоду; другие произведения изобразительного искусства и работы декоративно-прикладного искусства были выставлены в здании Oskar-Kühlen-Haus — неоготическом доме, построенном по проекту архитектора Роберта Нойгауза в 1896 году .

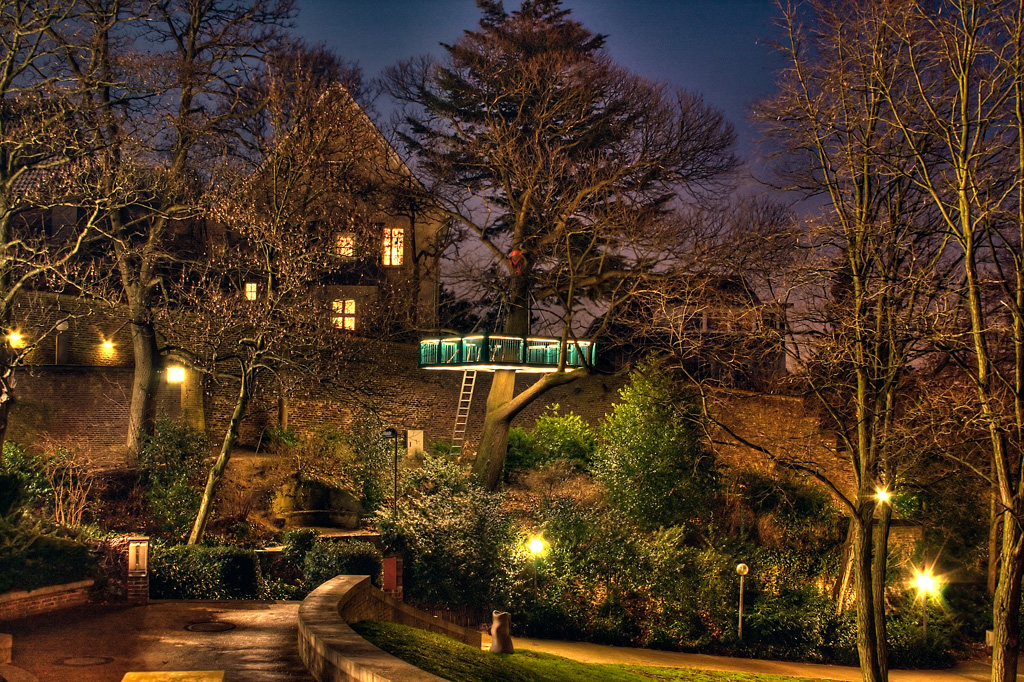
Мёнхенгладбах. Сад Музея Абтайберг. 2007

В 1934 году коллекции из обоих музеев были объединены в здании «Karl-Brandts-Haus», который теперь стал называться «Haus der Kunst» (дом искусства). Но уже в 1937 году большая часть фонда Кесбаха была конфискована национал-социалистами — в рамках кампании против того, что они называли «дегенеративным искусством». В коллекции осталось всего семь работ; в конце Второй мировой войны, в 1944 году, часть коллекции была эвакуирована в замок Альме.
Генрих Даттенберг, ставший новым директором музея в 1945 году, попытался воссоздать коллекцию: он также попытался выкупить конфискованные картины экспрессионистов или заменить их эквивалентными работами. В 1956 году ему удалось купить картину Алексея фон Явленского «Dame mit blauem Hut». Кесбах также оказался готов еще раз пожертвовать музею свою новую коллекцию. Малые финансовые возможности галереи, наряду с ростом цен на работы художников-экспрессионистов в 1950-х и 1960-х годах, в конечном итоге привели к смещению акцента в собрании — на современное искусство.
Куратор Йоханнес Кладдерс — преемник Даттенберга с 1967 года — последовательно продолжил данную стратегию и в 1970 году коллекция «Sammlung Etzold» оказалась в Мёнхенгладбахе, в долгосрочной аренде. С открытием нового музейного здания фонды продолжили пополняться, хотя часть работ и была передана в другие музеи Германии. Новые покупки стали возможны благодаря денежным средствам от компании Westdeutscher Rundfunk, земли Северный Рейн-Вестфалия, банка «Stadtsparkasse Mönchengladbach» и союза «Museumsverein». В 2018 году коллекция музея была расширена за счет работ течения Флюксус.

### Здание
В 1904 году коллекции города Мёнхенгладбах впервые переехали в собственное отдельное здание — в бывшую протестантскую начальную школу, которая служила музеем до 1925 года; позже само здание было снесено. В 1911 и 1912 годах в городе планировалось построить новое здание для музея: в 1913 году были даже собраны 20000 марок, но открытие, назначенное на 1916 год, не состоялось в связи с началом Первой мировой войны. Новый проект, созданный в 1922 году, также потерпел неудачу — собранные средства (1 000 000 марок) были потеряны в результате гиперинфляции 1923 года.
Только четвёртая попытка построить здание удалась: в 1972 году городской комитет по культуре утвердил программу развития, а австрийский архитектор Ханс Холляйн создал проект здания, которое было торжественно открыто 23 июня 1982 года.

## Награды
- 2016: «Музей года» — Германское отделение, Международная ассоциация искусствоведов (AICA): как «всемирно признанная веха в развитии музейной архитектуры постмодернизма»[4].